# Hit Him Again
Hit Him Again é um curta-metragem norte-americano de 1918, do gênero comédia, estrelado por Harold Lloyd. É considerado um filme perdido.

## Elenco

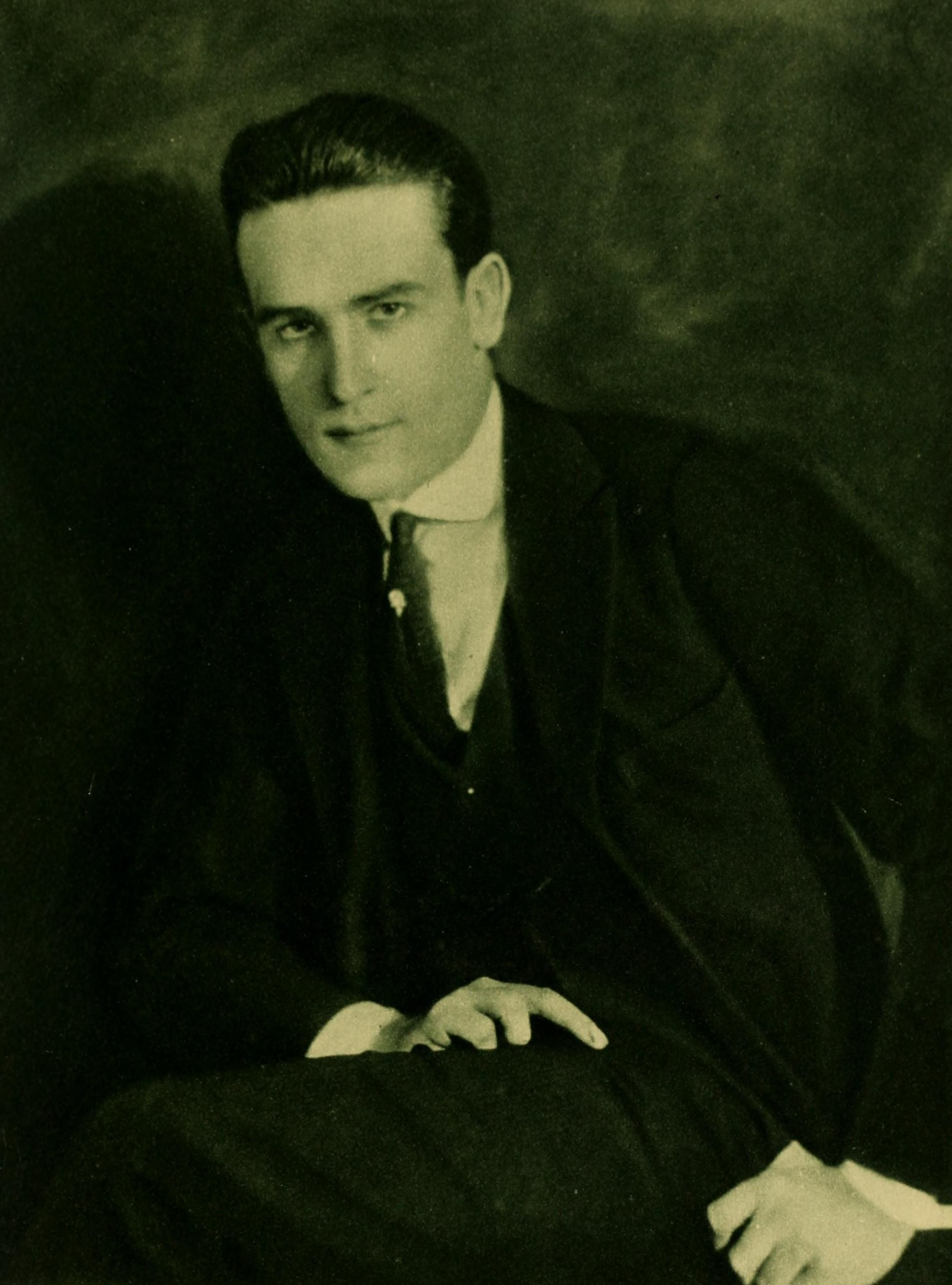
Harold Lloyd

- Harold Lloyd - garoto
- Snub Pollard
- Bebe Daniels
- William Blaisdell
- Sammy Brooks
- Lige Conley - (como Lige Cromley)
- Billy Fay
- Lew Harvey
- Gus Leonard
- James Parrott
- King Zany - (como Charles Dill)